# براين مارتن (كرة سلة)
براين مارتن (بالإنجليزية: Brian Martin)‏ مواليد 18 أغسطس 1962 في فورت سميث، هو لاعب كرة سلة أمريكي سابق. بدأ مسيرته الاحترافية في سنة 1984. تم اختياره من قبل فريق إنديانا بايسرز خلال الدرافت. يبلغ طوله 6 قدم 9 بوصة (2.1 م). اعتزل اللعب في 1994. لعب مع سياتل سوبرسونيكس وبورتلاند ترايل بلايزرز.

## روابط خارجية
- براين مارتن على موقع إن بي أي (الإنجليزية)
- براين مارتن على موقع سبورتس رفرنس (الإنجليزية)
- براين مارتن على موقع كلية كرة السلة في سبورتس رفرنس.كوم (الإنجليزية)
- براين مارتن على موقع ريلجم (الإنجليزية)
- براين مارتن على موقع بروبوليرز (الإنجليزية)